# José Verdú
Toché, właśc. José Verdú Nicolás (ur. 1 stycznia 1983 w Santomera) – hiszpański piłkarz występujący na pozycji napastnika w Realu Oviedo.